# HTL Kramsach
Die Höhere Technische Lehranstalt Kramsach Glas und Chemie (HTL Kramsach) ist eine Privatschule mit Öffentlichkeitsrecht in der Gemeinde Kramsach im Bezirk Kufstein im Bundesland Tirol. Im Bereich Glas ist sie hinsichtlich der möglichen Ausbildungszweige der einzige Standort in ganz Österreich und umfasst eine handwerklich orientierte Fachschule, Aufbaulehrgänge und Kollegs mit Design- und Technikschwerpunkt, sowie die Tiroler Fachberufsschule für Glastechnik. Zusätzlich ergänzt wird das Bildungsangebot durch eine HTL für Chemische Betriebstechnik.

## Bildungsangebote
- GLAS (vier Jahre Fachschule + zwei Jahre bis zur Matura):[4] Mit der Zeit wuchs die Glasfachschule Kramsach, die mit einem Dutzend Schülern begann, zur HTL Kramsach Glas und Chemie heran. Die Fachschule schließt mit der Abschlussprüfung, die Aufbaulehrgänge mit der Matura und die Kollegs mit der Diplomprüfung ab.
- CHEMIE (fünf Jahre):[4] HTL für Chemische Betriebstechnik.

2022 besuchten etwa 320 Schüler in den unterschiedlichen Bereichen die HTL Kramsach.

## Schulleitung
- 1947–1968 Walter Altrichter
- 1968–1995 Rudolf Trawöger[5]
- 1995–2023 Ursula Pittl-Thapa
- seit Sept. 2023 Helmut Panzenböck